# Pierre Balmain

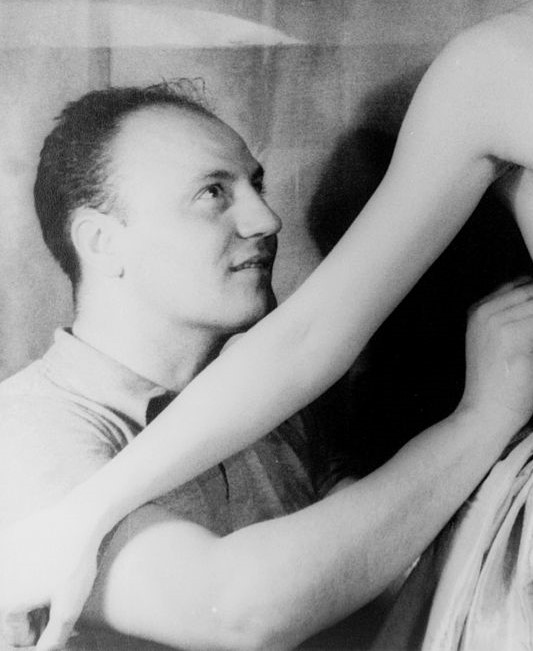
Pierre Balmain fotografiert von Carl Van Vechten, 1947

Pierre Alexandre Claudius Balmain (* 18. Mai 1914 in Saint-Jean-de-Maurienne; † 29. Juni 1982 in Neuilly-sur-Seine) war ein französischer Couturier. Das von ihm 1945 gegründete Modeunternehmen Balmain leitete er als Chef-Designer bis zu seinem Tod 1982. Es existiert bis heute. Balmain war bekannt für hochelegante, detailliert drapierte Abendroben und wurde mit seinen figurbetonten Modellen (New Look) rasch erfolgreich. 

## Leben und Werk
Pierre Balmain stammt aus Savoyen. Sein Vater, der starb, als Balmain sieben Jahre alt war, betrieb einen Textilhandel, seine Mutter Françoise ein Modegeschäft namens Galeries Parisiennes zusammen mit ihrer Schwester. Balmain besucht die Schule in Chambéry und verbringt die Wochenenden mit seinem Onkel in Aix-les-Bains. 1933 zog er nach Paris und begann ein Studium der Architektur an der École nationale supérieure des beaux-arts de Paris, das er jedoch nach einem Jahr aufgab. 1934 war er kurzzeitig als Zeichner für Robert Piguet – damals Chefdesigner bei Redfern & Sons – tätig, ehe er begann für Edward Molyneux zu arbeiten. Von 1939 an war er mit kriegsbedingten Unterbrechungen, in denen er für die französischen Luftstreitkräfte und als Pionier eingezogen wurde, für Lucien Lelong tätig. Dort lernte er Christian Dior kennen, der später sagte: „Balmain und ich vergaßen Lelong nie, dass er uns unseren Beruf inmitten der schlimmsten Restriktionen lehrte.“ Unmittelbar nach Kriegsende eröffnete Balmain im Herbst 1945 sein erstes eigenes Atelier in der Rue François-1er in Paris. Am 12. Oktober 1945 präsentierte er dort seine erste Kollektion. 
Durch eine persönliche Freundschaft mit Gertrude Stein, Alice B. Toklas und deren Bekanntenkreis wurde Balmain bereits in den 1940er Jahren der US-amerikanische Markt eröffnet. 1946 kreierte er sein erstes Parfüm, benannt nach seiner Telefonnummer Élysée 64-83. 1947 stellte Balmain seinen späteren Lebenspartner, den Dänen Erik Mortensen (1926–1998) als Praktikanten, 1951 als seinen Assistenten ein. Im selben Jahr erwirbt Balmain das Landhaus Bon Port in Croissy-sur-Seine, wo er gärtnert und die Ernte auf dem lokalen Markt verkauft. Später besaß er außerdem eine Villa auf Elba, eingerichtet von Leonardo Ricci, sowie Wohnungen in Paris, Florenz und Marrakesch.
Großen, auch kommerziellen Erfolg hatte Balmain in den 1950er Jahren mit Prêt-à-porter-Mode in den USA. Seine Entwürfe wurden gemeinhin als raffiniert und von schlichter Eleganz bezeichnet. Ihm wird zugeschrieben, er habe die Pelzstola als Accessoire in der Nachkriegsmode populär gemacht.
Pierre Balmain entwarf auch Theater- und Filmkostüme. 1951 trug Marlene Dietrich in Die Reise ins Ungewisse Balmain. 1952 stattete Balmain Katharine Hepburn in dem Theaterstück The Millionairess aus, 1955 Vivien Leigh in dem Film The Deep Blue Sea ebenso wie in Der römische Frühling der Mrs. Stone (1961). Auch Sophia Loren und Natalie Wood erschienen in Balmain auf der Leinwand. Im Jahr 1961 zeichnete er für die Kostüme für Lilli Palmer im Film Julia, du bist zauberhaft verantwortlich. Balmain entwarf außerdem 1950 das Hochzeitskleid für Patrice Wymore und 1954 das Hochzeitskleid für Audrey Hepburn.
Nachdem sich Balmains konservativ-elegante Entwürfe ab Ende der 1960er Jahre schlechter verkauft hatten, war er 1977 gezwungen, sein Modehaus zu verkaufen. Er blieb jedoch bis zu seinem Tod im Jahr 1982 weiterhin der Chefdesigner.

## Auszeichnungen
- 1955: Neiman Marcus Fashion Award
- 1960: Ritter der Ehrenlegion
- 1963: Ritter des Dannebrogordens
- 1965: Medaille de Vermeil der Stadt Paris
- 1966: Cavaliere Ufficiale del Merito Italiano
- 1980: Drama Desk Award und Tony-Nominierung für das Kostümdesign des Broadway-Musicals Happy New Year[3]

## Ausstellungen
- 1985: Pierre Balmain: 40 années de création, Musée de la Mode et du Costume, Paris
- 2003: Museo Nacional de Colombia, Bogotá[9]